# 水曜プレミアシネマ
『水曜プレミアシネマ』（すいようプレミアシネマ）は、2012年4月4日から2013年3月27日までTBS系列で、毎週水曜日の21:00 - 22:54（JST）に放送されていた日本の映画番組。略称は「水曜プレシネ」、英語表記は「WEDNESDAY PREMIER CINEMA」であり、番組ロゴにも表記されていた。当項目では『水曜プレミアシネマ』の後継番組であり2013年4月3日から同系列で放送していた『水曜プレミア』（すいようプレミア）の第2期のうち、映画放送回のみについても一体的に扱う。

## 概要
TBSで18年半ぶりに復活することとなった映画レギュラー放送枠で、それまで毎日放送（MBS）が製作していた水曜21時からの2時間枠とTBS製作の日曜20時からの1時間枠との交換である。
かつて、TBSでは1969年から1987年まで『月曜ロードショー』を、その後『ザ・ロードショー』→『火曜ロードショー』→『火曜ビッグシアター』→『水曜ロードショー』を1993年9月まで放送した後、レギュラーとしての映画番組枠は消滅。その後は『月曜ゴールデン』で不定期に映画を放送していた。
そして2012年、2000年代から長年に渡って視聴率の低い状態が続いていた水曜日ゴールデンタイムの視聴率を復活させるための施策の一環として、この枠が立ち上がった。なお、本番組開始の1時間後（22:00-23:54）には同系列のBSデジタル局であるBS-TBSでも映画レギュラー放送枠として『水曜デラックス』が放送されており、2012年9月までは22時台は地上波・BS双方で映画番組が並ぶことにもなった（2012年10月にBS-TBSでは『木曜デラックス』として木曜日の時間帯に移動。さらに、2013年10月から『火曜デラックス』として火曜日に移動。）。
主なコンテンツとして、日本国外で制作された映画のほか、日本国内で制作された映画（主にTBSが制作した映画作品）も放送されることになっている。
ナビゲーター的役割の「コンシェルジュ」として、同局で放送されている『王様のブランチ』で映画コーナーを担当している映画コメンテーターのLiLiCoが起用された。
民放での2時間の映画枠は2009年4月から2010年9月まであった『水曜シアター9』（テレビ東京系列など）以来となる。
記念すべき､『ライオン・キング』が第1回目の放送作品であった。2014年3月26日で2年間の歴史に幕を閉じた『ワイルドスピード』で最後の放送作品となった。
なお、過去に同じ水曜21-22時台の枠で放送していたほぼ同題名の『水曜プレミア（第1期）』とは直接的な関係はない。
2012年秋の改編で2006年10月から2008年7月まで18:55 - 20:54（JST）に放送されていた『水トク!』が4年3ヶ月ぶり（19:00 - 20:54）に復活した為、TBSにおける水曜日のゴールデンタイムに単発特別番組枠が2本連続で編成されることになった。
TBSの水曜日のゴールデンタイムに単発特別番組枠が2本連続で編成されるのは、2005年4月から9月まで18:55 - 20:54に放送されていた『水曜特番』と2004年4月から2005年9月まで21:00 - 22:54に放送されていた『水曜プレミア』が編成されていた2005年4月 - 9月以来7年振りである。
『日曜エンタ・日曜洋画劇場』や『金曜ロードSHOW!』とは違い日本語吹き替えの新規制作は行われず、既存のものを放送している。例外として『グリーン・ホーネット』と『スチュアート・リトル』は一部の登場人物の台詞を別の声優を起用して吹替え直して放送された。
年末年始編成のため、2013年1月2日放送分は休止するも、翌日1月3日（木曜日）21:00 - 23:30に『新春プレミアシネマ』と臨時に改題の上、『麒麟の翼〜劇場版・新参者〜』を振替放送した。また同年同月16日（通常）は『感染列島』を放送する予定であったが、当日は『60セカンズ』に変更、『感染列島』は2週間後の30日に延期して放送した。
2013年3月27日の『少林サッカー』をもって『水曜プレミアシネマ』としての放送を終了し、2013年4月3日の『カールじいさんの空飛ぶ家』 から『水曜プレミア（第2期）』として改題・リニューアルした。また、2013年10月までスポーツ中継や特別番組が放送される場合冠が外れて単発番組として放送されていたため、ゴールデンタイムにおける毎週映画が放送される番組は『水曜プレミア（第2期）』のみであった。同年11月13日には第2期では初めて『水曜プレミア』枠の冠つきでバラエティ「有吉ザワールド」が放送された。なお、本枠における映画以外の企画の詳細については水曜プレミアを参照のこと。
同年12月18日（水曜日）・19日（木曜日）の両日とも21:00 - 22:54に、2夜連続で「XmasディズニープレミアシネマSP!」と題し、2夜連続で「トイ・ストーリー」の1・2を放送する。
改題・リニューアル後も公式サイトは従前のものをそのまま流用しており、放送リストは水曜プレミアシネマ時代のものから引き続いて使用している。
2014年4月の改編で、『水曜プレミア』は終了し、2012年4月から続いていた映画枠はわずか2年で終了することになった。
当番組終了後の2014年4月から水曜22時台はダウンタウンの新バラエティーの『水曜日のダウンタウン』、21時台は2012年10月から2014年3月まで19･20時台に放送されていた『水トク!』が、20･21時台に繰り下げて、当番組と統合されることになった。

## コンシェルジュ（出演者）
- （映画放送回に限り、）LiLiCo[5][9]
  - 2013年4月10日放送分は、『ホーンテッドマンション』放送にあたり、同名アトラクションのある東京ディズニーランドで素顔レポートをしたため、OPナレーションは山田真一が代行した。

## 放送内容

### 2012年
| 放送日   | タイトル                                                                    | 備考         |
| -------- | --------------------------------------------------------------------------- | ------------ |
| 4月4日   | 映画 ライオン・キング                                                       | 初回放送     |
| 4月11日  | 映画 SPACE BATTLESHIP ヤマト                                                | 地上波初放送 |
| 4月18日  | 映画 Mr.&Mrs. スミス                                                        |              |
| 4月25日  | 映画 ハムナプトラ/失われた砂漠の都                                          |              |
| 5月2日   | 映画 ハムナプトラ2/黄金のピラミッド                                         |              |
| 5月9日   | 映画 釣りバカ日誌18 ハマちゃんスーさん瀬戸の約束                            |              |
| 5月16日  | 映画 ワイルドスピードX2                                                     |              |
| 5月23日  | 映画 クリフハンガー                                                         |              |
| 5月30日  | 映画 ザ・ロック                                                             |              |
| 6月6日   | 映画 シックス・センス                                                       |              |
| 6月13日  | 映画 チャーリーズ・エンジェル フルスロットル                                |              |
| 6月20日  | 映画 ボックス!                                                              | 地上波初放送 |
| 6月27日  | 映画 スパイダーマン3                                                        |              |
| 7月4日   | 映画 スコーピオン・キング                                                   |              |
| 7月11日  | 映画 トイ・ストーリー                                                       |              |
| 7月18日  | 映画 トイ・ストーリー2                                                      |              |
| 7月25日  | 映画 Mr.インクレディブル                                                    |              |
| 8月1日   | 映画 S.W.A.T.                                                               |              |
| 8月8日   | 映画 釣りバカ日誌20 ファイナル                                              |              |
| 8月15日  | 映画 私は貝になりたい                                                       | 地上波初放送 |
| 8月22日  | 映画 もし高校野球の女子マネージャーがドラッカーの『マネジメント』を読んだら | 地上波初放送 |
| 8月29日  | 映画 ジュラシック・パーク3                                                  |              |
| 9月5日   | 映画 ヴァン・ヘルシング                                                     |              |
| 9月12日  | 映画 パーフェクト・ストレンジャー                                           | 地上波初放送 |
| 9月19日  | 映画 ボーン・アイデンティティー                                             |              |
| 9月26日  | 映画 交渉人                                                                 |              |
| 10月3日  | 映画 大奥                                                                   | 地上波初放送 |
| 10月17日 | 映画 チーム・バチスタの栄光                                                 |              |
| 10月24日 | 映画 ジェネラル・ルージュの凱旋                                             | 地上波初放送 |
| 10月31日 | 映画 陰陽師                                                                 |              |
| 11月7日  | 映画 トゥームレイダー                                                       |              |
| 11月14日 | 映画 トゥームレイダー2                                                      |              |
| 11月21日 | 映画 ターミネーター3                                                        |              |
| 11月28日 | 映画 007 カジノ・ロワイヤル                                                 |              |
| 12月5日  | 映画 007 慰めの報酬                                                         | 地上波初放送 |
| 12月12日 | 映画 ナイト ミュージアム2                                                   |              |
| 12月19日 | 映画 ホーム・アローン2                                                      |              |

### 2013年
| 放送日   | タイトル                                               | 備考                                                                                |
| -------- | ------------------------------------------------------ | ----------------------------------------------------------------------------------- |
| 1月3日   | 新春プレミアシネマ 映画 麒麟の翼                       | 地上波初放送 この回は木曜日に放送                                                   |
| 1月9日   | 映画 釣りバカ日誌19 ようこそ!鈴木建設御一行様          |                                                                                     |
| 1月16日  | 映画 60セカンズ                                        |                                                                                     |
| 1月23日  | 映画 エイリアン2                                       |                                                                                     |
| 1月30日  | 映画 感染列島                                          | 地上波初放送                                                                        |
| 2月6日   | 映画 ダイ・ハード                                      |                                                                                     |
| 2月13日  | 映画 ダイ・ハード3                                     |                                                                                     |
| 2月20日  | 映画 スラムドッグ・ミリオネア                          | 地上波初放送                                                                        |
| 3月13日  | 映画 陰陽師II                                          |                                                                                     |
| 3月20日  | 映画 美女と野獣                                        |                                                                                     |
| 3月27日  | 映画 少林サッカー                                      | 『水曜プレミアシネマ』としては最後の放送                                            |
| 4月3日   | 映画 カールじいさんの空飛ぶ家                          | 地上波初放送 この回から番組タイトルを『水曜プレミア』に改題                         |
| 4月10日  | 映画 ホーンテッドマンション                            |                                                                                     |
| 4月17日  | 映画 フライトプラン                                    |                                                                                     |
| 4月24日  | 映画 キンダガートン・コップ                            |                                                                                     |
| 5月1日   | 映画 アラジン                                          |                                                                                     |
| 5月8日   | 映画 TAXI NY                                           |                                                                                     |
| 5月15日  | 映画 エネミー・オブ・アメリカ                          |                                                                                     |
| 5月29日  | 映画 バック・トゥ・ザ・フューチャー PART2              |                                                                                     |
| 6月5日   | 映画 G.I.ジョー                                        |                                                                                     |
| 6月12日  | 映画 幸せのちから                                      |                                                                                     |
| 7月3日   | 映画 ワイルド・スピードX3 TOKYO DRIFT                  | 地上波初放送                                                                        |
| 7月10日  | 映画 忍たま乱太郎                                      | 地上波初放送                                                                        |
| 7月24日  | 映画 ファインディング・ニモ                            |                                                                                     |
| 7月31日  | 映画 9デイズ                                           |                                                                                     |
| 8月21日  | 映画 スチュアート・リトル                              |                                                                                     |
| 8月28日  | 映画 ターザン                                          |                                                                                     |
| 9月25日  | 映画 ディパーテッド                                    |                                                                                     |
| 10月2日  | 映画 ノウイング                                        |                                                                                     |
| 10月9日  | 映画 ブラックホーク・ダウン                            |                                                                                     |
| 10月16日 | 映画 サブウェイ123 激突                                |                                                                                     |
| 11月6日  | 映画 ソーシャル・ネットワーク                          | 地上波初放送                                                                        |
| 11月20日 | 映画 オーシャンズ11                                    |                                                                                     |
| 11月27日 | 映画 オーシャンズ12                                    |                                                                                     |
| 12月4日  | 映画 オーシャンズ13                                    |                                                                                     |
| 12月18日 | 映画 トイ・ストーリー（2回目）                         | 「XmasディズニープレミアシネマSP！」と題して放送 トイ・ストーリー2 のみ木曜日に放送 |
| 12月19日 | 映画 トイ・ストーリー2（2回目）                        | 「XmasディズニープレミアシネマSP！」と題して放送 トイ・ストーリー2 のみ木曜日に放送 |
| 12月25日 | 映画 カーズ                                            | 「XmasディズニープレミアシネマSP！」と題して放送 トイ・ストーリー2 のみ木曜日に放送 |
| 12月26日 | 年末プレミアシネマ 麒麟の翼～劇場版・新参者～（2回目） | この回は木曜日に放送                                                                |

### 2014年
| 放送日  | タイトル                           | 備考                                        |
| ------- | ---------------------------------- | ------------------------------------------- |
| 1月5日  | 新春プレミアシネマ 映画 のぼうの城 | 地上波初放送 この回は日曜日に放送           |
| 1月8日  | 映画 アイ・アム・レジェンド        |                                             |
| 1月15日 | 映画 カンフーハッスル              |                                             |
| 1月22日 | 映画 ザ・クライアント 依頼人       |                                             |
| 1月29日 | 映画 ファイヤーウォール            |                                             |
| 2月5日  | 映画 グリーン・ホーネット          | 地上波初放送                                |
| 2月19日 | 映画 感染列島（2回目）             |                                             |
| 3月12日 | 映画 紀元前1万年                   |                                             |
| 3月19日 | 映画 塔の上のラプンツェル          | 地上波初放送､最後のディズニー映画となった。 |
| 3月26日 | 映画 ワイルド・スピード            | 最終回                                      |

全86回の82作品が放送された。トイ・ストーリーシリーズと麒麟の翼､感染列島の4作品がそれぞれ2回放送された。

## スタッフ
- オープニングCG：イアリンジャパン
- 制作協力：TBS-V
- EED MA：omnibus japan
- フォーマット編集：日野雅史、川崎欣哉、照井有
- 宣伝：反町浩之、青木玲奈
- データ放送：水野翔
- HP制作：三橋麻衣子
- AP：高橋杏子
- AD：佐々木良子
- プロデューサー：藤岡繁樹、日野雅史、片桐まゆ
- チーフプロデューサー：十二竜也

## ネット局
| 放送地域       | 放送局                    | 放送日時                                  | 放送系列 |
| -------------- | ------------------------- | ----------------------------------------- | -------- |
| 関東広域圏     | TBSテレビ（TBS） 制作局   | 水曜 21:00 - 22:54 （作品により拡大あり） | TBS系列  |
| 北海道         | 北海道放送（HBC）         | 水曜 21:00 - 22:54 （作品により拡大あり） | TBS系列  |
| 青森県         | 青森テレビ（ATV）         | 水曜 21:00 - 22:54 （作品により拡大あり） | TBS系列  |
| 岩手県         | IBC岩手放送（IBC）        | 水曜 21:00 - 22:54 （作品により拡大あり） | TBS系列  |
| 宮城県         | 東北放送（TBC）           | 水曜 21:00 - 22:54 （作品により拡大あり） | TBS系列  |
| 山形県         | テレビユー山形（TUY）     | 水曜 21:00 - 22:54 （作品により拡大あり） | TBS系列  |
| 福島県         | テレビユー福島（TUF）     | 水曜 21:00 - 22:54 （作品により拡大あり） | TBS系列  |
| 山梨県         | テレビ山梨（UTY）         | 水曜 21:00 - 22:54 （作品により拡大あり） | TBS系列  |
| 新潟県         | 新潟放送（BSN）           | 水曜 21:00 - 22:54 （作品により拡大あり） | TBS系列  |
| 長野県         | 信越放送（SBC）           | 水曜 21:00 - 22:54 （作品により拡大あり） | TBS系列  |
| 静岡県         | 静岡放送（SBS）           | 水曜 21:00 - 22:54 （作品により拡大あり） | TBS系列  |
| 富山県         | チューリップテレビ（TUT） | 水曜 21:00 - 22:54 （作品により拡大あり） | TBS系列  |
| 石川県         | 北陸放送（MRO）           | 水曜 21:00 - 22:54 （作品により拡大あり） | TBS系列  |
| 中京広域圏     | 中部日本放送（CBC）       | 水曜 21:00 - 22:54 （作品により拡大あり） | TBS系列  |
| 近畿広域圏     | 毎日放送（MBS）           | 水曜 21:00 - 22:54 （作品により拡大あり） | TBS系列  |
| 鳥取県・島根県 | 山陰放送（BSS）           | 水曜 21:00 - 22:54 （作品により拡大あり） | TBS系列  |
| 岡山県・香川県 | 山陽放送（RSK）           | 水曜 21:00 - 22:54 （作品により拡大あり） | TBS系列  |
| 広島県         | 中国放送（RCC）           | 水曜 21:00 - 22:54 （作品により拡大あり） | TBS系列  |
| 山口県         | テレビ山口（tys）         | 水曜 21:00 - 22:54 （作品により拡大あり） | TBS系列  |
| 愛媛県         | あいテレビ（ITV）         | 水曜 21:00 - 22:54 （作品により拡大あり） | TBS系列  |
| 高知県         | テレビ高知（KUTV）        | 水曜 21:00 - 22:54 （作品により拡大あり） | TBS系列  |
| 福岡県         | RKB毎日放送（RKB）        | 水曜 21:00 - 22:54 （作品により拡大あり） | TBS系列  |
| 長崎県         | 長崎放送（NBC）           | 水曜 21:00 - 22:54 （作品により拡大あり） | TBS系列  |
| 熊本県         | 熊本放送（RKK）           | 水曜 21:00 - 22:54 （作品により拡大あり） | TBS系列  |
| 大分県         | 大分放送（OBS）           | 水曜 21:00 - 22:54 （作品により拡大あり） | TBS系列  |
| 宮崎県         | 宮崎放送（MRT）           | 水曜 21:00 - 22:54 （作品により拡大あり） | TBS系列  |
| 鹿児島県       | 南日本放送（MBC）         | 水曜 21:00 - 22:54 （作品により拡大あり） | TBS系列  |
| 沖縄県         | 琉球放送（RBC）           | 水曜 21:00 - 22:54 （作品により拡大あり） | TBS系列  |